# Пекан
 Тази статия е за животното.  За дървото вижте Пекан (растение).  
Пеканите (Martes pennanti), наричани също риболовни златки или златки рибари, са вид бозайници от семейство Порови (Mustelidae).
Разпространени са в иглолистните гори на Канада и северозападните Съединени щати. Достигат дължина 90 до 120 сантиметри и маса 3,5 до 6 килограма. Макар че могат да се катерят добре, те прекарват повече време на земята, търсейки храна около паднали дървета. Хранят се с дребни животни, главно американски зайци беляци, по-рядко с плодове или гъби.